# Universidad de Ciencias Médicas de La Habana
La Universidad de Ciencias Médicas de La Habana es una universidad de medicina localizada en La Habana, Cuba.
Su sede principal se encuentra en el municipio habanero de Playa y fue fundada en 1976, por Fidel Castro. 

## Facultades
Se encuentra dividida en cinco facultades: 
- Medicina
- Estomatología
- Licenciatura en Enfermería
- Tecnologías de la Salud
- Facultad Preparatoria